# Bombus subterraneus
El abejorro de pelo corto (Bombus subterraneus) es una especie de abejorro que se encuentra en Eurasia, así como en Nueva Zelanda, donde es una especie introducida.
Vivía en las islas británicas, entre otras partes de Europa. Esta especie se extinguió en las islas británicas en 1989. La causa de esta extinción repentina es objeto de debate, pero muchos científicos creen que se debió a la falta de diversidad genética.

## Introducción y reintroducción
Bombus subterraneus fue una de las cuatro especies de abejorros introducidas en Nueva Zelanda desde el Reino Unido entre 1885 y 1906 para la polinización del trébol rojo. En Nueva Zelanda, es la más rara de sus cuatro especies, con un pequeño número de ejemplares en algunos lugares de la isla Sur interior. El último avistamiento registrado de B. subterraneus en el Reino Unido fue en 1988 y se cree que se ha extinguido allí. En 2009 se inició un programa para reintroducirla en el Reino Unido con abejas reinas de Nueva Zelanda. El programa fue dirigido por Natural England, Bumblebee Conservation Trust, Royal Society for the Protection of Birds y la organización benéfica Hymettus. Pero el programa no fue exitoso, ya que muchas de las reinas murieron durante la hibernación. El análisis del ADN de las abejas neozelandesas mostró que carecían de diversidad genética. En 2012, se hizo un segundo intento de reintroducir el abejorro de pelo corto utilizando reinas de la provincia de Skåne en el sur de Suecia. En el verano de 2013, se encontraron obreras de la especie a menos de 5 kilómetros del lugar de reintroducción, lo que demuestra que la anidación había tenido éxito. El proyecto continuó recolectando reinas de abejorros de Skåne hasta la primavera de 2016, con el fin de obtener una extensión genética.